# Phragmipedium longifolium
Phragmipedium longifolium är en orkidéart som först beskrevs av Josef Ritter von Rawicz Warszewicz och Heinrich Gustav Reichenbach, och fick sitt nu gällande namn av Robert Allen Rolfe. Phragmipedium longifolium ingår i släktet Phragmipedium och familjen orkidéer. Inga underarter finns listade i Catalogue of Life.

## Bildgalleri

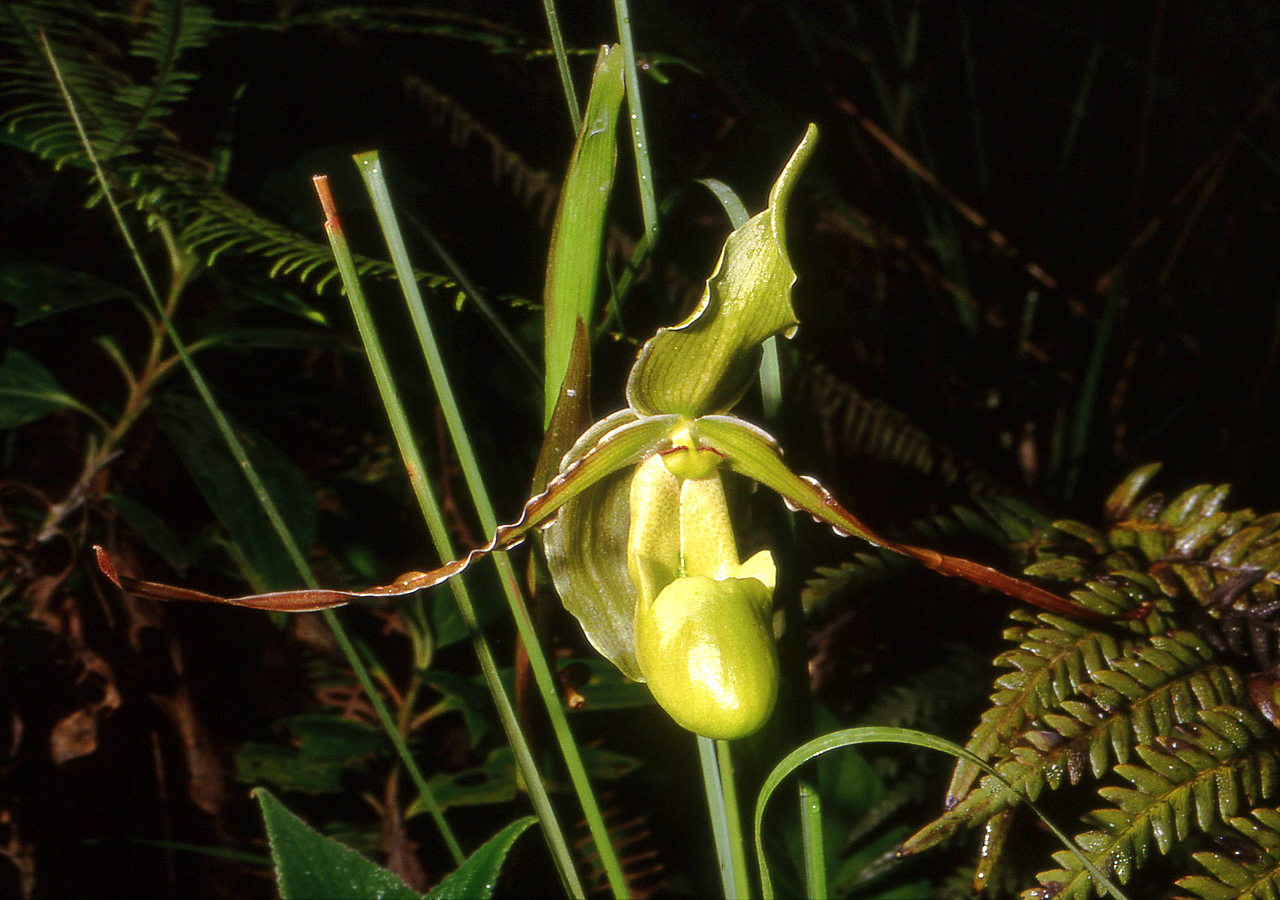
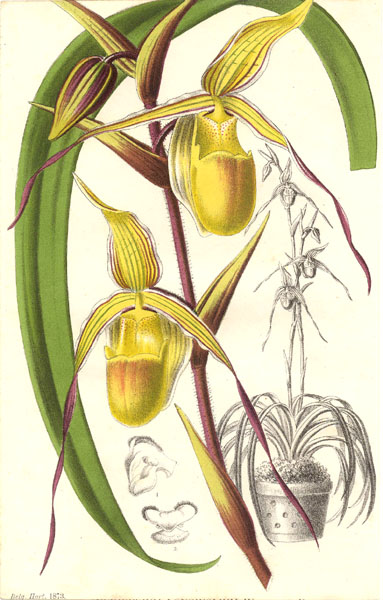
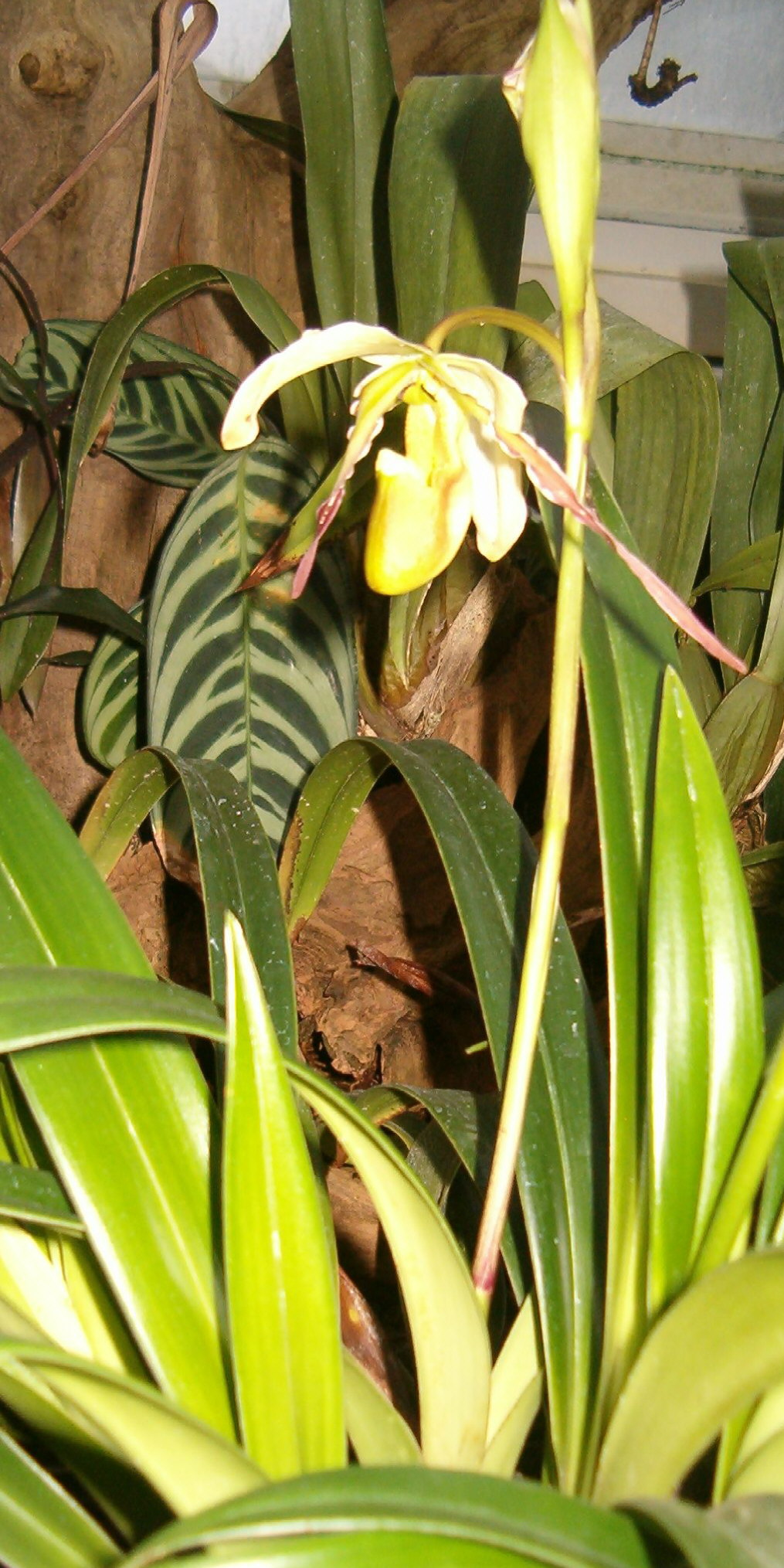
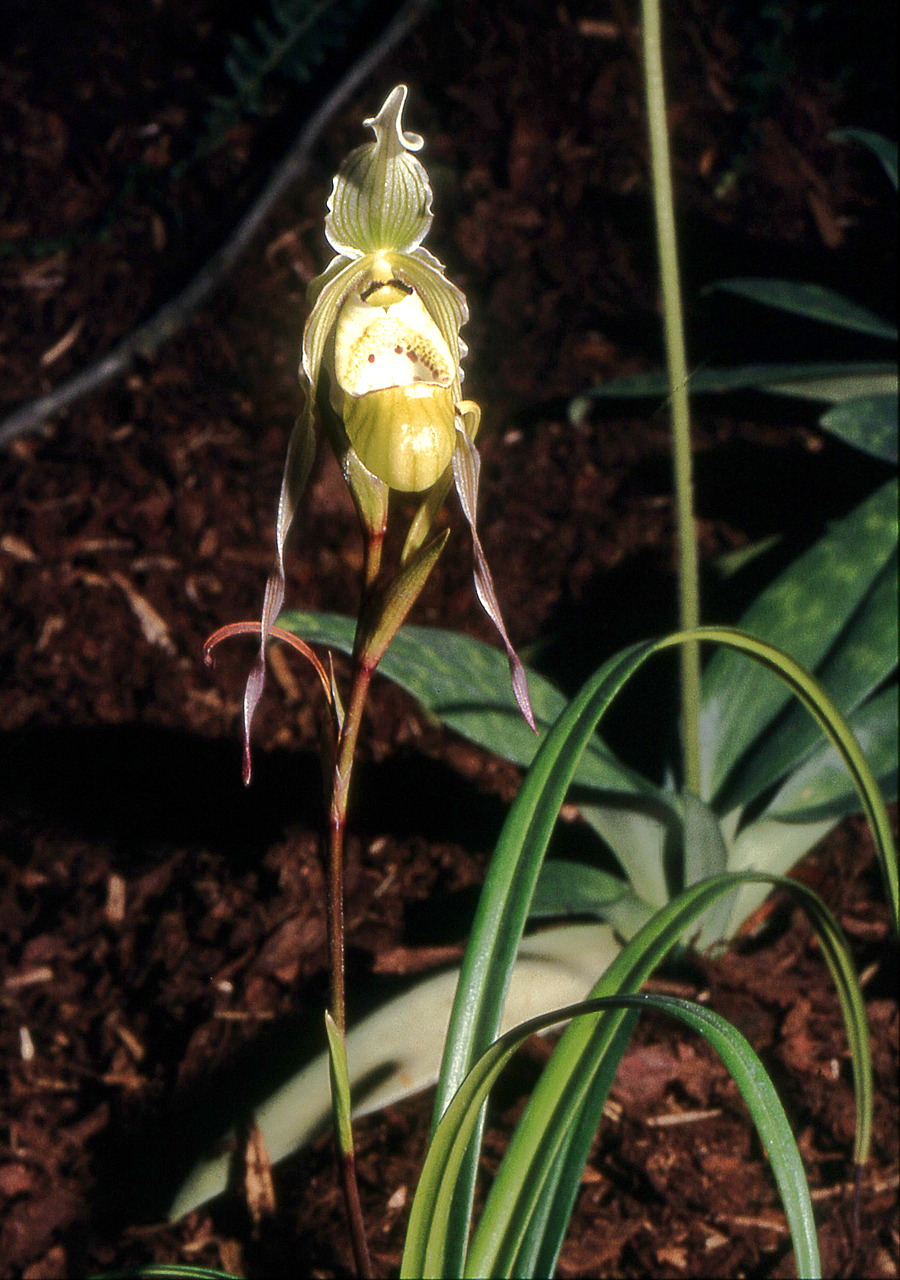
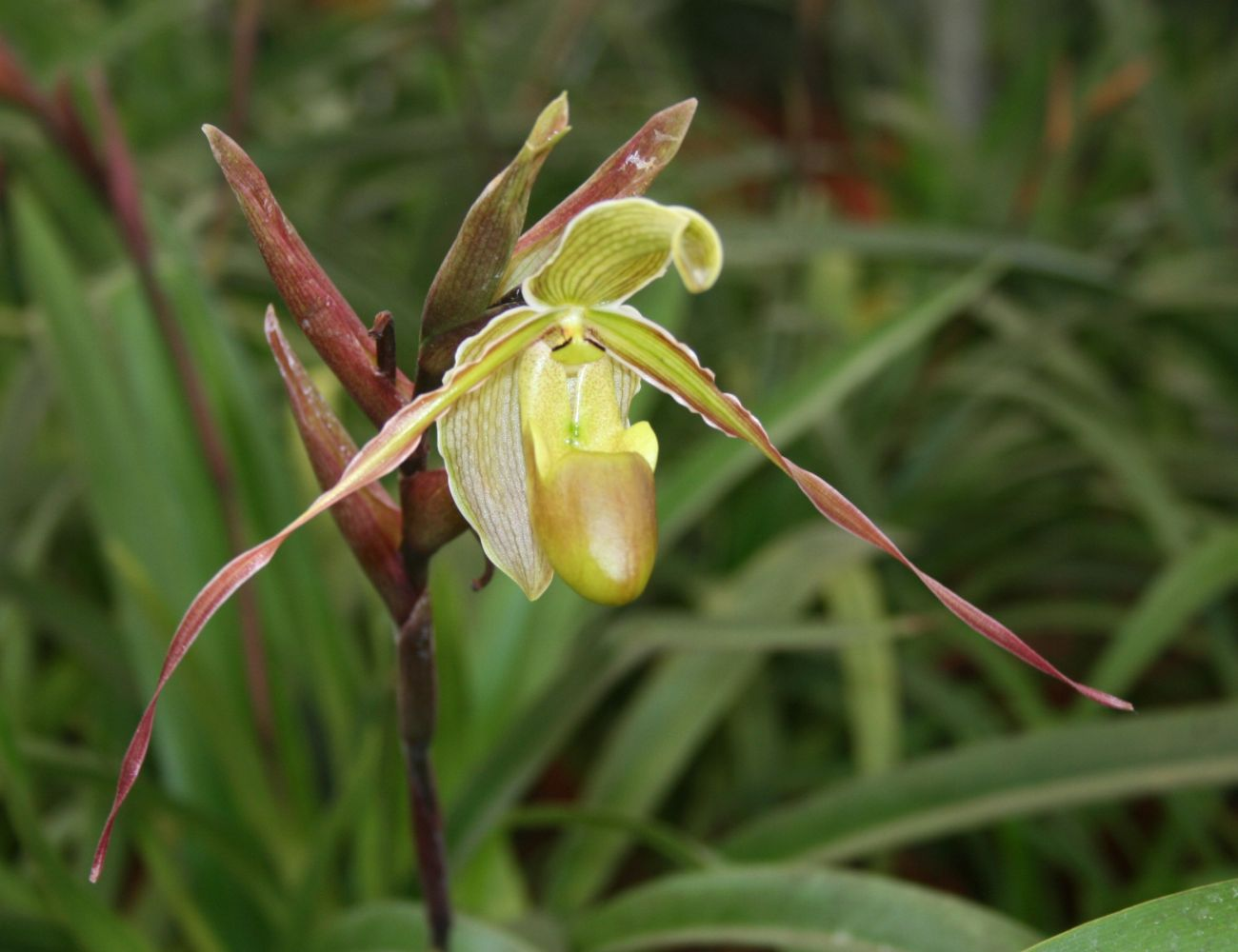
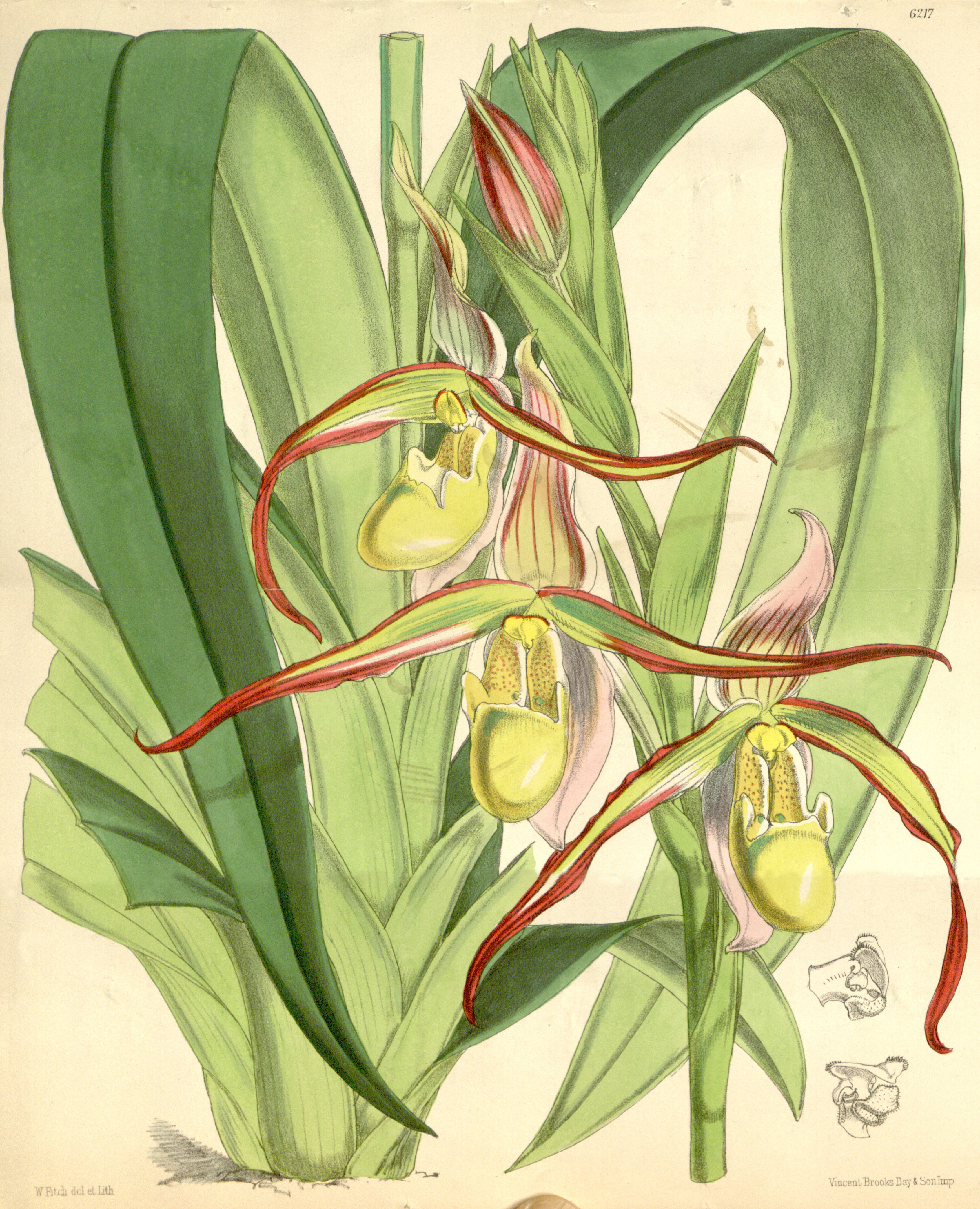